# むらさめ (護衛艦・2代)
むらさめ（ローマ字：JS Murasame, DD-101）は、海上自衛隊の護衛艦。むらさめ型護衛艦の1番艦。艦名は「ひとしきり降ってはやみ、やんではまた降る雨」（村雨）に由来し、この名を受け継ぐ日本の艦艇としては、旧海軍春雨型駆逐艦「村雨」、白露型駆逐艦「村雨」、海上自衛隊のむらさめ型護衛艦 (初代)「むらさめ」に続き4代目に当たる。
本記事は、本艦の艦暦について主に取り扱っているため、性能や装備等の概要についてはむらさめ型護衛艦を参照されたい。

## 艦歴
「むらさめ」は、中期防衛力整備計画に基づく平成3年度計画4,400トン型護衛艦2230号艦として、石川島播磨重工業東京第1工場で1993年8月18日に起工され、1994年8月23日に進水、1995年7月18日に公試開始、1996年3月12日に就役し、第1護衛隊群第48護衛隊に編入され横須賀に配備された。
1997年2月4日、犬吠埼東南東約60㎞の洋上で遭難した船舶の横浜海上保安部からの情報を受信し、護衛艦「うみぎり」､「あまぎり」､「ちとせ」､第21航空群（HSS-2Bヘリコプター7機､SH-60Jヘリコプター1機）､第4航空群P-3C対潜哨戒機2機､UH-60Jヘリコプター1機）､下総教育航空群（UH-60Jヘリコプター1機）とともに救助活動を実施し中国人と思われる乗員34名をヘリコプターが救助(海上保安庁ヘリコプターが救助した9名と合わせ全員救助）する。
1997年3月24日、第1護衛隊群隷下に第1護衛隊が新編され同日付で就役した「はるさめ」とともに編入された。
1998年7月6日から8月6日の間、護衛艦「しらね」、「きりしま」、「はるさめ」、補給艦「とわだ」、潜水艦「はやしお」とともに環太平洋合同演習（RIMPAC）に参加した。
1999年11月7日、横須賀周辺および相模湾にて在外邦人等輸送訓練を行う。この訓練では他に護衛艦「しらね」、「あまぎり」、掃海母艦「うらが」、補給艦「とわだ」の艦艇、陸上自衛隊からは第1空挺団で編成された誘導隊が参加した。
2000年5月から護衛艦「くらま」、「しまかぜ」、「きりしま」、「はるさめ」、「ゆうだち」、「きりさめ」、「あさぎり」、補給艦「はまな」、潜水艦「なつしお」とともに環太平洋合同演習（RIMPAC）に参加した。
2001年9月6日からオーストラリア建国100周年国際観艦式に参加するため、「はるさめ」とともに派遣されたが、アメリカ同時多発テロ事件の発生により、国際観艦式が中止となり、10月11日に帰国した。
2002年5月11日から護衛艦「きりしま」、「はまぎり」、「いかづち」、潜水艦「なつしお」とともに環太平洋合同演習（RIMPAC）に参加した。同年10月13日、東京湾で実施された海上自衛隊創設50周年国際観艦式では先導艦を務めている。
2004年2月16日から4月8日まで輸送艦「おおすみ」とともにイラク人道復興支援活動（海上輸送）に従事した。
2005年3月19日、近海練習航海に参加のため練習艦「かしま」、護衛艦「ゆうぎり」とともに江田内を出港する。神戸港、四日市港、大湊基地、横須賀基地、東京晴海ふ頭に寄港した。その後、遠洋練習航海に参加し、イギリスのポーツマスに寄港の際にはトラファルガーの海戦200周年記念国際観艦式に参加している。
2007年4月16日、房総半島南方沖で護衛艦「きりしま」、「いかづち」、「たかなみ」とともにインド海軍デリー級ミサイル駆逐艦「マイソール」等と米印両海軍との初の3ヶ国共同訓練を実施した。
2008年1月24日、新テロ特措法に基づき、補給艦「おうみ」とともにインド洋に派遣、同年2月21日から補給活動を再開、5月まで任務に従事し6月4日に帰国。
2009年10月27日から30日の間、シンガポール共和国主催拡散に対する安全保障構想（PSI）海上阻止訓練に参加した。
2010年5月10日、第5次派遣海賊対処行動水上部隊として護衛艦「ゆうぎり」と共にソマリア沖へ向けて出航し、同年6月5日から9月16日まで34回の船団護衛を実施、同年10月15日に横須賀に帰港した。
2012年1月21日、第11次派遣海賊対処行動水上部隊として「はるさめ」とともにソマリア沖・アデン湾に向けて横須賀基地から出航し、任務期間中、合計188隻を護衛した。帰国途上の同年6月16日には僚艦「はるさめ」と共にインド西方海域にてインド海軍の哨戒艦「シャラダ」と高速戦闘艇「カルペニ」が参加する共同訓練を実施、同年7月5日に横須賀に帰港した。
2013年6月22日から26日にかけてグアム周辺海域において日米豪共同訓練（Pacific Bond 2013）に参加した。
2015年3月18日、第21次派遣海賊対処行動水上部隊として「いかづち」とともにソマリア沖・アデン湾に向けて横須賀基地から出航、同年7月まで任務に従事し、帰国途上の8月19日にはマレーシア西方海域にてマレーシア海軍との親善訓練を実施し、8月30日に横須賀に帰港した。
2018年7月24日から26日にかけて横須賀港並びに房総半島沖の海空域及び伊豆半島沖の空域において実施されるPSI海上阻止訓練 「パシフィック・シールド18」に参加する。
2019年3月8日から英海軍フリゲート「モントローズ」の訪日に伴い、東京港晴海ふ頭においてホストシップを務め、14日に「モントローズ」とともに晴海を出港し、翌15日にかけて本州南方海空域において米海軍及び英海軍との共同訓練に参加する。その他、海自からはP-1哨戒機及び潜水艦が米海軍からはP-8Ａ哨戒機が参加し、対潜戦訓練、通信訓練、航空機相互発着艦訓練等を実施する。
同年4月30日から7月10日にかけて護衛艦「いずも」とともに平成31年度インド太平洋方面派遣訓練に参加する。派遣中にブルネイ・ダルサラーム国、マレーシア、フィリピン共和国、シンガポール共和国、 ベトナム社会主義共和国 を訪問し、シンガポールのチャンギ港周辺で実施されるADMMプラス海洋安全保障実動訓練及び同国で行われる国際海洋防衛装備展示会(IMDEX) Asia2019に参加する。
進出途上の5月3日から9日にかけて九州西方から南シナ海に至る海空域において米海軍、インド海軍及びフィリピン海軍と共同巡航訓練を実施した。参加部隊は、米海軍ミサイル駆逐艦「ウィリアム P．ローレンス」、インド海軍ミサイル駆逐艦「コルカタ」及び補給艦「シャクティ」、フィリピン海軍フリゲート「アンドレス・ボニファシオ」。 
5月19日から22日にはスマトラ島西方海空域のインド洋においてフランス海軍、オーストラリア海軍及び米海軍と日仏豪米共同訓練（ラ・ペルーズ）を実施する。参加艦艇はフランス海軍原子力空母「シャルル・ド・ゴール」、ミサイル駆逐艦「フォルバン」、フリゲート「プロヴァンス」、「ラトゥーシュ・トレヴィル」、補給艦「マルヌ」、オーストラリア海軍フリゲート「ツゥーウムバ」、潜水艦、米海軍ミサイル駆逐艦「ウィリアム P．ローレンス」。
2020年8月30日、第3次派遣情報収集活動水上部隊として中東方面に向けて横須賀基地から出港した。その後、新型コロナウイルスの感染者がいないかを確認するため日本近海で待機したうえで、およそ200人の乗組員全員のPCR検査を行い、その結果、9月1日、20代の乗組員1人の感染が確認された。これを受けて「むらさめ」は急遽、横須賀基地に引き返し、中東への派遣は延期されることとなった。その後、全乗組員に対し、再度PCR検査を実施したところ、全乗組員の陰性が確認された。健康観察を経た乗組員の体調等に異常がないことを確認した上で、9月16日に横須賀基地を出港し、中東方面に向け進出した。10月6日、2次隊の「きりさめ」から中東地域における情報収集活動の任務を引き継いだ。
同年11月17日、アラビア海北部海空域において日米印豪共同訓練（マラバール2020）に参加した。米海軍からは空母「ニミッツ」、巡洋艦「プリンストン」、駆逐艦「ステレット」、P－8Aが、インド海軍からは空母「ヴィクラマディチャ」、駆逐艦「コルカタ」、「チェンナイ」、フリゲート「タルワー」、潜水艦「カンデリ」、補給艦「ディパック」、P－8I、MIG－29K、DORNIER等が、オーストラリア海軍からはフリゲート「バララット」が参加した。
2021年1月20日、中東方面における情報収集活動の任務を4次隊の「すずなみ」へ引継ぎ、同年2月11日に横須賀基地へ帰港した。
同年6月2日、関東南方訓練海空域において豪海軍フリゲート「バララット」と日豪共同訓練を実施した。
同年8月20日から11月25日にかけて護衛艦「かが」、「しらぬい」及び搭載航空機4機とともに令和3年度インド太平洋方面派遣訓練に参加する。海自からは他に潜水艦1隻、第1航空隊第11飛行隊所属のP-1哨戒機1機が参加し、インド太平洋地域の各国や同地域に艦艇を派遣している欧州主要国の海軍等との共同訓練等を実施する。8月26日から29日にかけて、西太平洋（フィリピン海）において実施された日米印豪共同訓練（マラバール2021）に参加した。米海軍からは駆逐艦「バリー」、補給艦「ユーコン」、P-8A哨戒機が、インド海軍からはフリゲート「シヴァリク」、コルベット「カドマット」、P-8Iが、オーストラリア海軍からはフリゲート「ワラマンガ」が参加し、対潜戦訓練、防空戦訓練、洋上補給訓練等を実施した。9月1日、パラオ周辺海空域において、パラオ共和国海上保安局巡視船「ケダム」、「レメリーク II」と日パラオ親善訓練の実施した。9月18日にはオーストラリア北方海空域においてオーストラリア海軍哨戒艇「マイトランド」と共同訓練を実施した。同月24日、インド洋東方海空域において、ドイツ海軍フリゲート「バイエルン」と日独共同訓練 を、29日には米海軍補給艦「ユーコン」と日米共同訓練を実施した。10月6日から8日にかけてインド西方海空域においてインド海軍駆逐艦「コチ」、フリゲート「テグ」などと日印共同訓練（JIMEX）を実施した。
同年10月11日から14日にかけて、「かが」とともに日米印豪共同訓練（マラバール2021）フェーズ2に参加する。米海軍空母「カール・ヴィンソン」他、米海軍、印海軍、豪海軍の艦艇、航空機と対潜戦訓練、対水上訓練射撃、洋上補給訓練等を実施する。10月15日から18日には空母「カール・ヴィンソン」他、米海軍、豪海軍の艦艇、英海軍空母「クイーン・エリザベス」を中心とする英国空母打撃群（CSG21）と日米豪英共同訓練を実施する。
同年10月29日から11月4日にかけて、南シナ海において米海軍空母「カール・ヴィンソン」、巡洋艦「レイク・シャンプレーン」、「シャイロー」、駆逐艦「ミリウス」と日米共同訓練を実施した。11月7日にはカムラン沖において、ベトナム海軍フリゲート「ディン・ティエン・ホアン」と日越親善訓練を実施した。11月8日から12日にかけて、南シナ海において駆逐艦「ミリウス」と日米共同訓練を、11月14日にはフィリピン海軍フリゲート「ホセ・リサール」と日比親善訓練を、11月16日には海自潜水艦、P-1哨戒機、米海軍駆逐艦「ミリウス」、P-8Aと日米共同対潜訓練を実施した。
2024年8月14日、関東南方の海空域においてフランス海軍フリゲート「ブルターニュ」と日仏共同訓練を実施した。
同年10月5日、第49次派遣海賊対処行動水上部隊（中東地域における情報収集活動兼務）として横須賀基地から出港した。同日、関東南方においてインドネシア海軍練習帆船「ビマスチ」と日インドネシア親善訓練を実施した。訓練項目は戦術運動及びPHOTOEX。同年11月4日、ドーハ沖においてカタール海軍哨戒艦「アル・ホール」と日カタール親善訓練を実施した。訓練項目は近接運動及びPHOTOEX。
2025年2月7日から11日かけて、カラチ及びアラビア海北部において実施されたパキスタン海軍主催多国間共同訓練（AMAN2025）に参加した。2月10日から11日にかけて実施された洋上フェーズでは国際観艦式、各種戦術訓練（対空戦等）及びPHOTOEXに参加した。同年4月19日、横須賀に帰港した。
第1護衛隊群第1護衛隊に所属し、定係港は横須賀である。

### 歴代艦長
| 代 | 氏名       | 在任期間                | 出身校・期 | 前職                                  | 後職                                  | 備考                 |
| -- | ---------- | ----------------------- | ---------- | ------------------------------------- | ------------------------------------- | -------------------- |
| 01 | 江崎一洋   | 1996.3.12 - 1997.3.23   | 防大15期   | むらさめ艤装員長                      | 自衛艦隊司令部                        |                      |
| 02 | 天川勝昭   | 1997.3.24 - 1998.9.29   |            | あおくも艦長                          | 海上幕僚監部人事教育部 教育課学校班長 | 1998.7.1 1等海佐昇任 |
| 03 | 山本勝規   | 1998.9.30 - 1999.12.19  | 防大19期   | 海上自衛隊第1術科学校教官 兼 研究部員 | 自衛艦隊司令部幕僚                    |                      |
| 04 | 吉村司郎   | 1999.12.20 - 2000.12.11 | 防大20期   | 護衛艦隊司令部幕僚                    | 第2護衛隊群司令部幕僚                 | 2000.7.1 1等海佐昇任 |
| 05 | 増田拓治   | 2000.12.12 - 2001.12.11 |            | 海上幕僚監部監理部 法務課訟務班長     | あさかぜ艦長                          |                      |
| 06 | 小田和春   | 2001.12.12 - 2003.8.19  | 防大18期   | 第3海上訓練指導隊砲術科長             | 大湊地方総監部監察官                  | 2003.7.1 1等海佐昇任 |
| 07 | 地藏謙介   | 2003.8.20 - 2005.9.29   | 防大22期   | 海上幕僚監部人事教育部 援護業務課     | 横須賀地方総監部管理部 援護業務課長   |                      |
| 08 | 千代野正   | 2005.9.30 - 2007.8.9    | 防大24期   | 誘導武器教育訓練隊研究室長            | 大湊海上訓練指導隊副長                |                      |
| 09 | 小澤 豊    | 2007.8.10 - 2009.3.23   | 防大31期   | せとゆき艦長                          | 海上自衛隊幹部学校付                  |                      |
| 10 | 菅野正隆   | 2009.3.24 - 2010.11.15  | 防大33期   | ゆうばり艦長                          | 海上訓練指導隊群司令部幕僚            |                      |
| 11 | 松野征治   | 2010.11.16 - 2012.7.31  | 防大30期   | 護衛艦隊司令部付                      | しもきた艦長                          |                      |
| 12 | 斎藤 貴    | 2012.8.1 - 2013.8.29    | 防大32期   | 護衛艦隊司令部                        | さみだれ艦長                          |                      |
| 13 | 藤井健志   | 2013.8.30 - 2015.12.6   | 防大33期   | 舞鶴海上訓練指導隊船務航海科長        | 横須賀海上訓練指導隊                  |                      |
| 14 | 竹内周作   | 2015.12.7 - 2017.7.27   |            | 指揮通信開発隊企画科長                | しらせ副長                            |                      |
| 15 | 岡田周作   | 2017.7.28 - 2019.8.22   | 防大39期   | あぶくま艦長                          | 海上自衛隊第1術科学校船務科長         |                      |
| 16 | 野本直利   | 2019.8.23 - 2021.4.19   |            | むろと副長                            | 海洋業務・対潜支援群司令部幕僚        |                      |
| 17 | 柏木祐一郎 | 2021.4.20 - 2022.5.31   | 防大48期   | 第3護衛隊群司令部幕僚                 | 海上幕僚監部総務部総務課              |                      |
| 18 | 福田 慧    | 2022.6.1 - 2023.6.29    | 防大48期   | あしがら船務長 兼 副長                |                                       |                      |
| 19 | 下岸功生   | 2023.6.30 - 2024.6.0    |            |                                       |                                       |                      |
| 20 | 早川正紘   | 2024.6.0 -              |            |                                       |                                       |                      |

## ギャラリー
| 第3次派遣情報収集活動水上部隊として横須賀から出港する「むらさめ」（2020.8.30） |  | 第3次派遣情報収集活動水上部隊として横須賀から出港する「むらさめ」（2020.8.30） |
| 第3次派遣情報収集活動水上部隊として横須賀から出港する「むらさめ」（2020.8.30） |  |                                                                                |

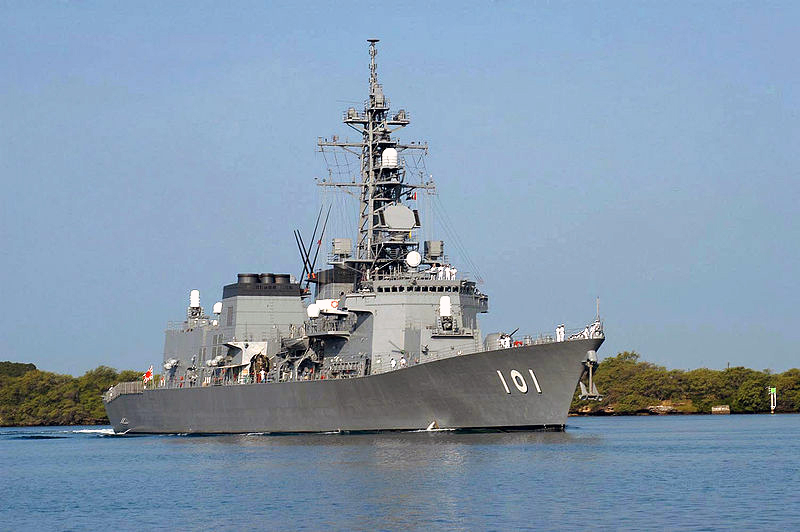
真珠湾に寄港した「むらさめ」
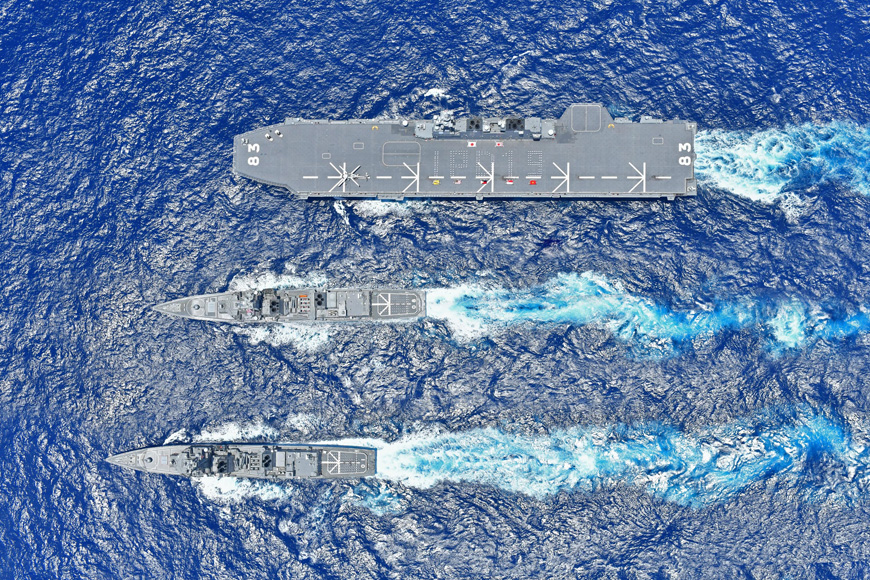
平成31年度インド太平洋方面派遣訓練部隊の「いずも」、「むらさめ」、「あけぼの」
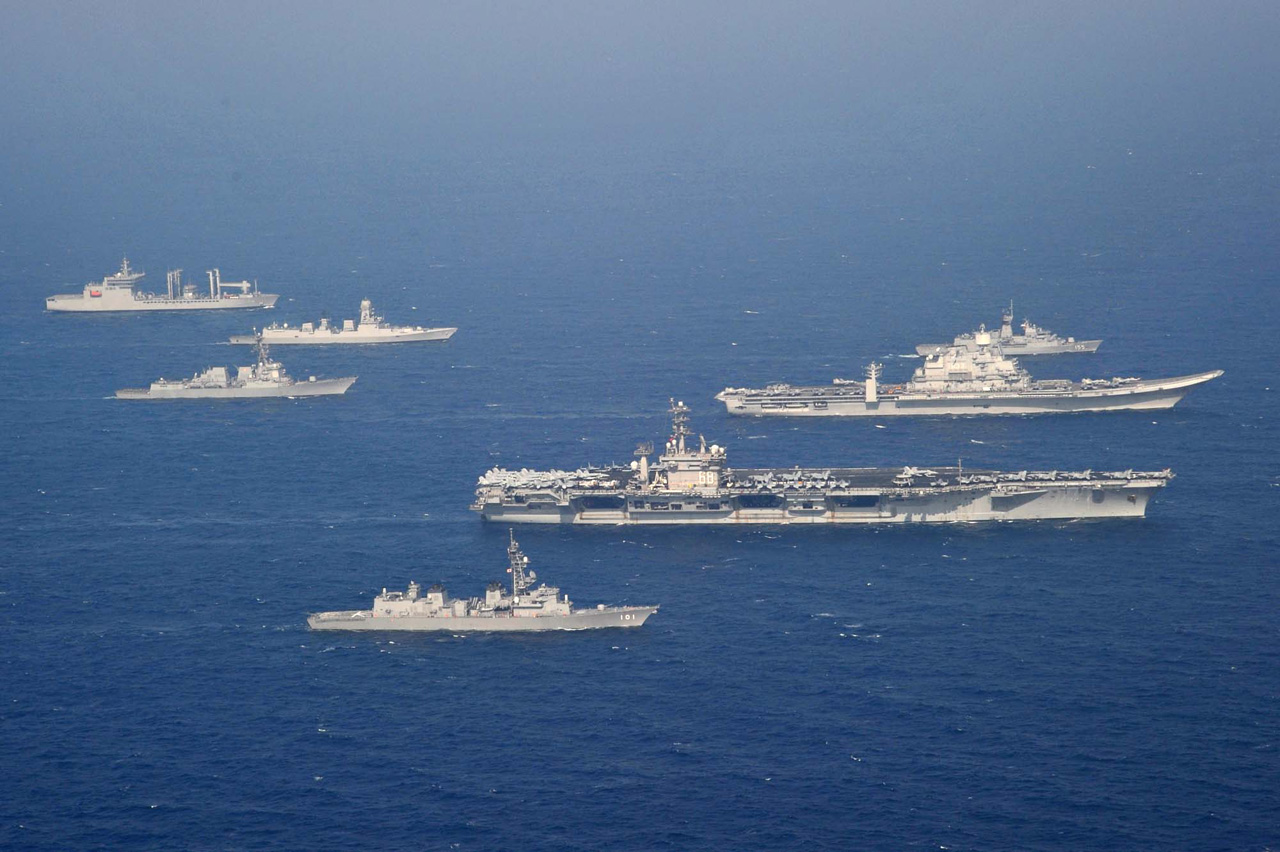
日米印豪共同訓練（マラバール2020）に参加中の「むらさめ」
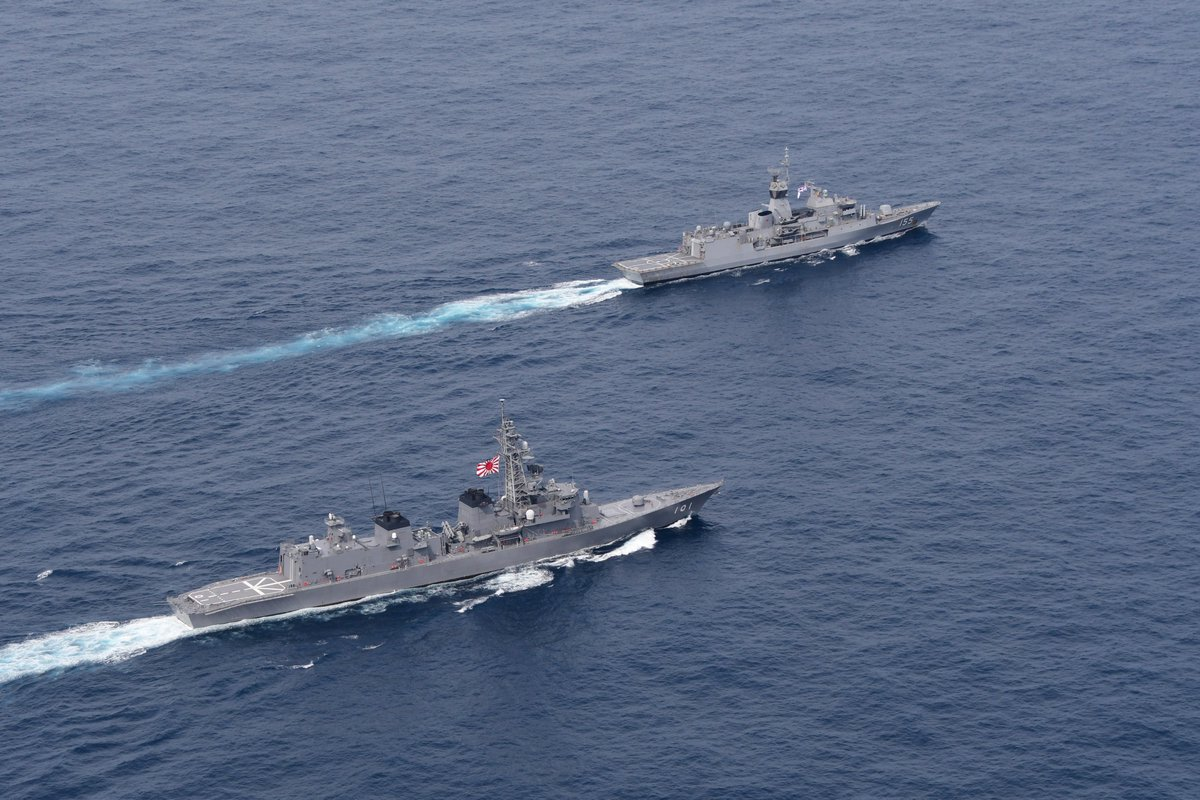
豪海軍フリゲート「バララット」と日豪共同訓練を実施中の「むらさめ」
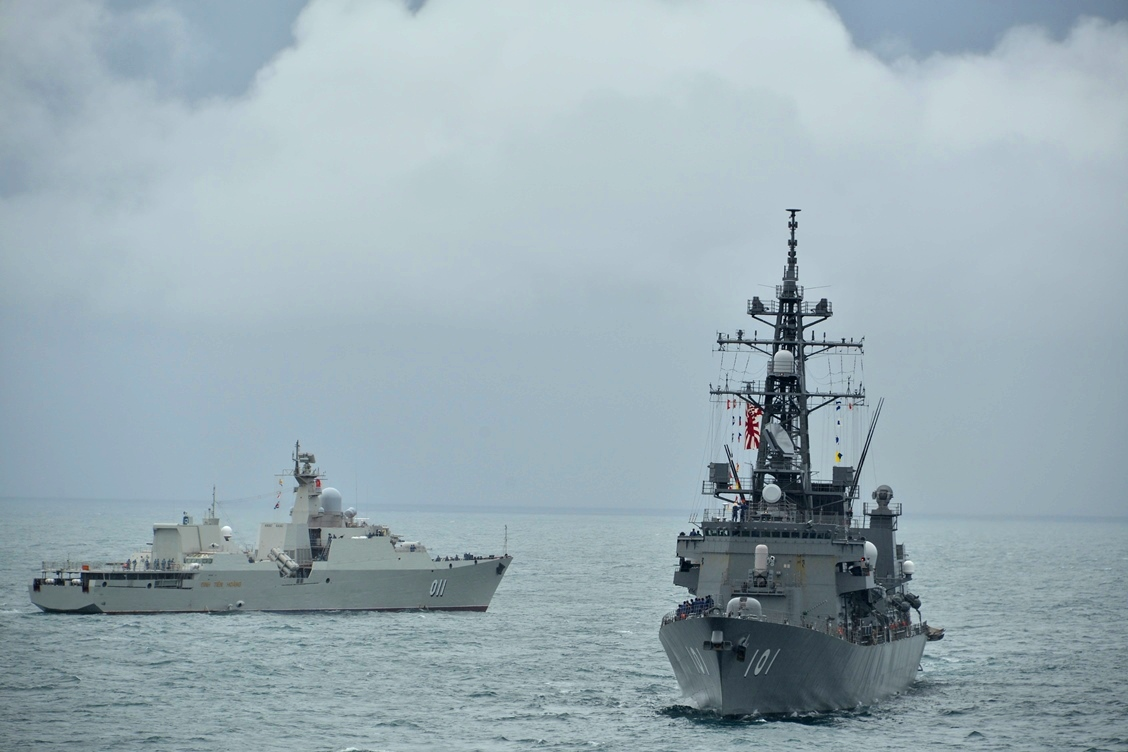
ベトナム海軍フリゲート「ディン・ティエン・ホアン」と日越親善訓練を実施中の「むらさめ」